# Frenesí devorador

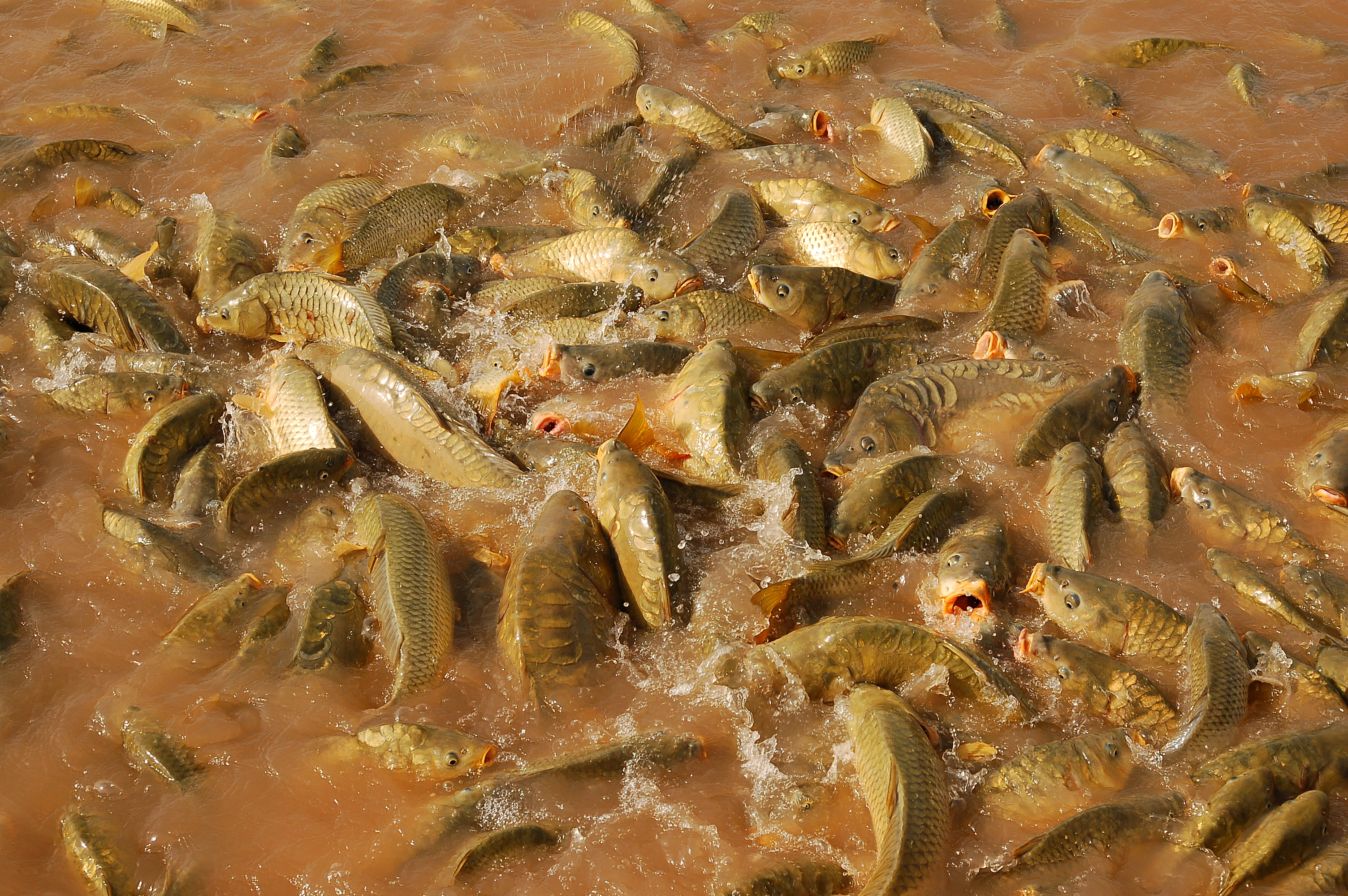
Carpes (Cyprinus carpio) competint per aliments a l'estany del Palau Reial Agdal de Marràqueix, al Marroc.

El frenesí devorador és un comportament que es produeix quan una sobresaturació de disponibilitat d'aliments porta a una alimentació ràpida per part d'animals depredadors. Per exemple, un gran banc de peixos pot fer que taurons pròxims entrin en un frenesí devorador. Això pot fer que els taurons se sobreexcitin, mossegant tot el que es mogui, fins i tot l'un a l'altre o qualsevol altra cosa que tinguin a l'abast. El terme es fa servir particularment sovint en referència als taurons, pel fet que són uns dels depredadors més temuts.